# Luck Point
Luck Point är en udde i Sydgeorgien och Sydsandwichöarna (Storbritannien). Den ligger i den nordvästra delen av Sydgeorgien och Sydsandwichöarna.
Terrängen inåt land är kuperad åt sydväst, men åt nordost är den platt. Havet är nära Luck Point norrut.  Trakten runt Luck Point är nära nog obefolkad, med mindre än två invånare per kvadratkilometer. Det finns inga samhällen i närheten. Trakten runt Luck Point består i huvudsak av gräsmarker.